# Zvečan
Zvečan (srbsko Звечан, latinizirano: Zvečan, albansko Zveçan ali Zveçani) je mesto in občina v okraju Mitrovica na Kosovu. Leta 2015 je imel 16.650 prebivalcev, večinoma Srbov. Občina ima površino 122 km2, mesto in 35 vasi.
Zvečan je del Severega Kosova z večinskim srbskim prebivalstvom, ki deluje kot večinoma avtonomna regija znotraj kosovske albanske večine. Po Bruseljskem sporazumu iz leta 2013 je občina postala del Skupnosti srbskih občin.

## Zgodovina
Zvečan je bil prvič omenjen v povezavi z mejnimi spopadi med Srbi in Bizantinci med letoma 1091 in 1094. Obstaja tudi zapis, da je veliki knez Štefan Nemanja po zmagi nad Bizantinci leta 1170 ukazal, da se v cerkvi svetega Jurija v Zvečanu moli v zahvalo za uspešne izid bitke.
V 13. in 14. stoletju je bil ena od rezidenc srbskega dvora. V njem je decembra 1322 umrla kraljica Teodora Smilec, devet let za njo pa je bil v Zvečanu zaprt in zadavljen njen mož Štefan Uroš III. Dečanski.
V Srbskem cesarstvu Štefana Uroša V. (vladal 1355–1371) so utrjeno mesto najprej posedovali plemiči Musići in zatem Vojinovići. Po propadu cesarstva je bil Zvečan leta 1370 predmet spora med Milošem Popovićem in Nikolo Altomanovićem.
Po bitki na Kosovskem polju leta 1389 je bil vključen v Osmansko cesarstvo. Kasneje je postal del sandžaka Novi Pazar.
Od leta 1878 do 1908 je nekdanji sadžak skladno s sklepi Dunajskega kongresa prišel pod upravo Avstro-Ogrske, potem pa je bil vrnjen Osmanskemu cesarstvu.
Na najvišji točki mesta, se pravi v Gornjem mestu, so ostanki cerkve svetega Jurija, cisterne za vodo in osmerokotnega stolpa. Obzidje utrdbe je bilo okrepljeno z masivnimi stolpi. Glavni vhod v mesto je bil na zahodni strani.

## Trdnjava Zvečan
Glavni namen trdnjave je bil nadzor križišča bosanske, ibarske in metohijske ceste, kasneje pa obramba rudnika v Trepči. 
Tloris trdnjave je prilagojen konfiguraciji terena in ima nepravilno podolgovato obliko. Trdnjava je sestavljena iz treh delov: Gornjega mesta na samem vrhu hriba, obzidja, okrepljenega s stolpi, in obzidja, ki je obdajalo južna pobočja in znožje hriba.  Od Gornjega mesta, ki ga  je obdajalo obzidje s petimi stolpi, so se ohranili deli  osmerokotnega bivalno-obrambnega stolpa, cisterne za vodo in cerkve svetega Jurija. V Spodnjem mestu je ohranjenih nekaj zgradb, katerih namen ni natančno ugotovljen. Glavni vhod v Spodnje mesto je bil na zahodni strani.
V severnem delu mesta je bil odkrit podzemni rov, ki je vodil do izvira ob vznožju hriba. Odkriti so bili tudi ostanki še enega mogočega podzemnega zasilnega izhoda.

## Gospodarstvo
V Zvečanu je bi talilnica svinca in cinka "Trepča". Njen 306 m visok dimnik je najvišja zgradba na Kosovem. Talilnico so zaradi prekomernega onesnaževanja okolja zaprli. Tovarna, ki je nekdaj zaposlovala 4.000 delavcev, zdaj reciklira in proizvaja svinčeve akumulatorje. V celi občini je zdaj zaposlenih samo okoli 500 ljudi v 60 majhnih zasebnih podjetjih in 150 trgovinah.

## Kultura in izobraževanje
V Mitrovici je Fakulteta za umetnost Prištinske univerze.
Zvečan je vsako leto gostitelj štirih mednarodnih prireditev: festivala jazza in bluesa (North City, Jazz & Blues Festival), festivala rocka Overdrive,  umetnostne kolonije Sokolica in festivala otroških pesmi Cvrkuti sa Ibra (Žvrgolevčki z Ibra).

## Galerija
- Samostan Banjska
- Kompleks Isa Boletini
- Železniška postaja
- Talilnica svinca in cinka
- Pogled na Zvečan s trdnjave